# Wojciech Reszko
Wojciech Reszko (ur. 30 października 1956 w Szczecinie) – polski judoka, olimpijczyk.
Zawodnik Arkonii Szczecin i Gwardii Wrocław. Występował w wadze ciężkiej (ponad 95 kg) i kategorii open.
Największe sukcesy osiągnął w roku 1981. Został wtedy srebrnym medalistą mistrzostw świata w kategorii open oraz wywalczył tytuł mistrza Europy w tej samej kategorii.
Pięć razy zdobywał mistrzostwo Polski - 1980, 1981, 1982 (w dwóch kat.) i 1984.
Wystąpił na Olimpiadzie w Moskwie. W kategorii ponad 95 kg przegrał dwie pierwsze walki i odpadł z turnieju. Podobnie w kategorii open, gdzie już po pierwszej porażce pożegnał się z konkursem.